# Northrop Grumman MQ-4C Triton
El Northrop Grumman MQ-4C Triton es un vehículo aéreo no tripulado (UAV) desarrollado para la Armada de los Estados Unidos como avión de reconocimiento. Desarrollado en el marco del programa de zona de vigilancia marítima amplia (BAMS), está diseñado para proporcionar vigilancia marítima continua a la Armada de los Estados Unidos y para complementar el avión de patrulla marítima Boeing P-8 Poseidon.
El Sistema de Desarrollo y Demostración (SDD) fue entregado en 2012 y se esperaba originalmente que el MQ-4C UAS estuviera operativo a finales de 2015, con la adquisición total de 68 aeronaves. Sin embargo, en abril de 2013 la Armada anunció que la producción se retrasó a los años fiscales de 2014 y 2015, debido a los requisitos de pruebas adicionales y problemas técnicos relacionados con el estabilizador vertical doble de la cola, el timón, y la integración de software para sensores marítimos. De acuerdo con la última información disponible del Naval Air Systems Command (NAVAIR), la capacidad operativa inicial (IOC) para el MQ-4C UAS está prevista para 2017.

### Aeronaves similares
- General Atomics MQ-9 Reaper
- Northrop Grumman RQ-4 Global Hawk

### Secuencias de designación
- Secuencia _Q-_ (Vehículos aéreos no tripulados estadounidenses, 1962-presente): Q-1/C - Q-2 - Q-3 - Q-4/C - Q-5 - Q-6 - Q-7 →

### Listas relacionadas
- Anexo:Vehículos aéreos no tripulados
- Anexo:Aeronaves de la Fuerza Aérea de los Estados Unidos (históricas y actuales)